# Цона Артиђанале Форони (Верона)
Цона Артиђанале Форони је насеље у Италији у округу Верона, региону Венето.
Према процени из 2011. у насељу је живело 690 становника. Насеље се налази на надморској висини од 82 м.